# Sinagoga Mayor de Barcelona

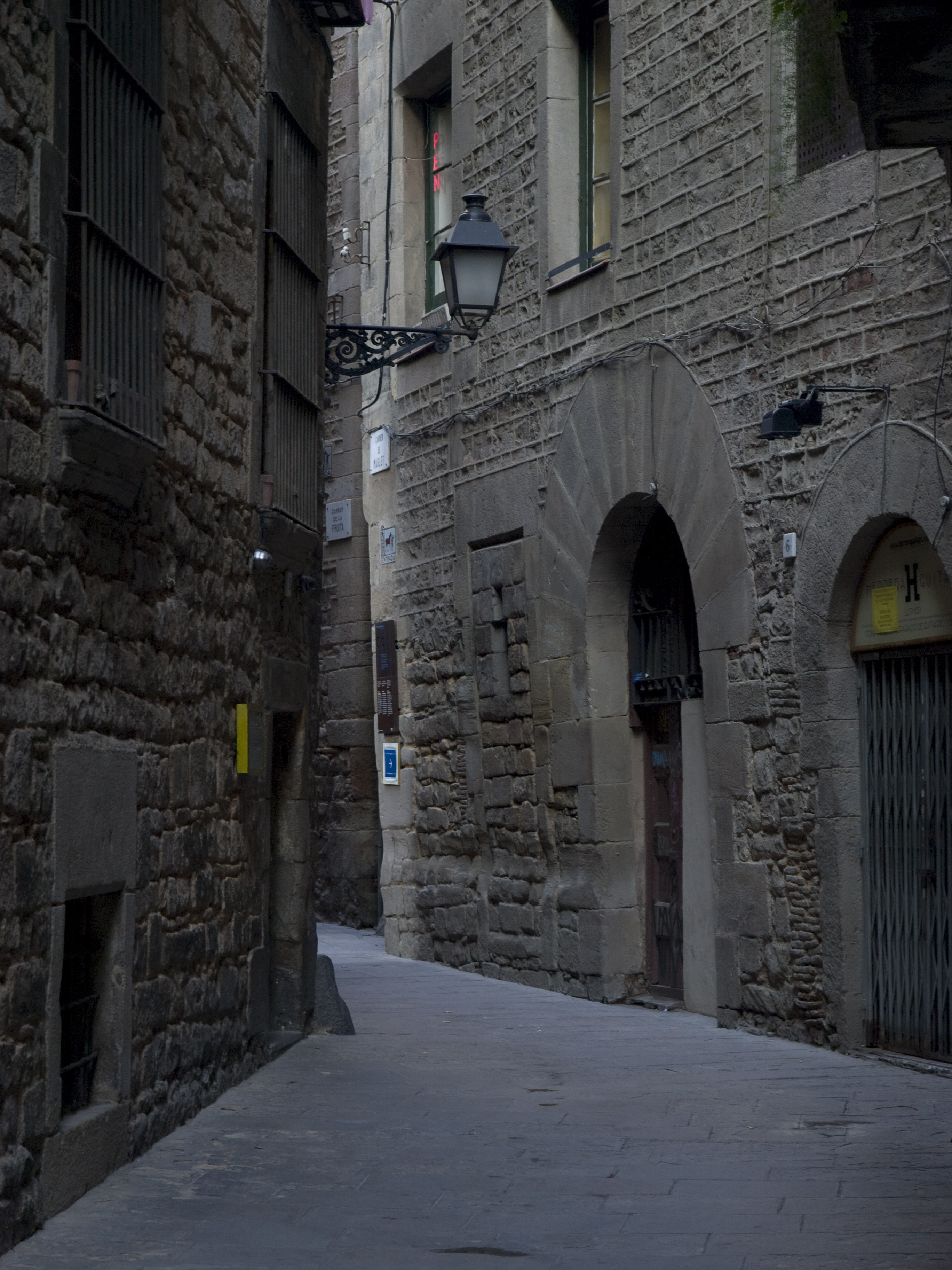
Calle Marlet, en el antiguo barrio judío de Barcelona. La Sinagoga Mayor se encuentra a la izquierda.

 La Sinagoga Mayor de Barcelona (en catalán Sinagoga Major de Barcelona) era una antigua sinagoga existente en el centro de la ciudad de Barcelona, en España; se cree que es una de las sinagogas más antiguas de Europa. El Rashb"a fue el rabino oficiante de esta sinagoga por unos 50 años.
Después de muchos años siendo usada para otras actividades, el edificio de la sinagoga fue reinaugurado como tal y como museo en el año 2002, gracias a los esfuerzos del historiador catalán Jaume Riera i Sans, el cual se encargó de ubicar exactamente el edificio que había sido la sinagoga, basándose en los documentos antiguos, como el recorrido de un recaudador de impuestos y las especificaciones aparecidas en el Talmud acerca de cómo debían construirse las sinagogas. 
Actualmente, la sinagoga no es usada para rezos diarios, pero es usada para las festividades de la comunidad.

## Ubicación

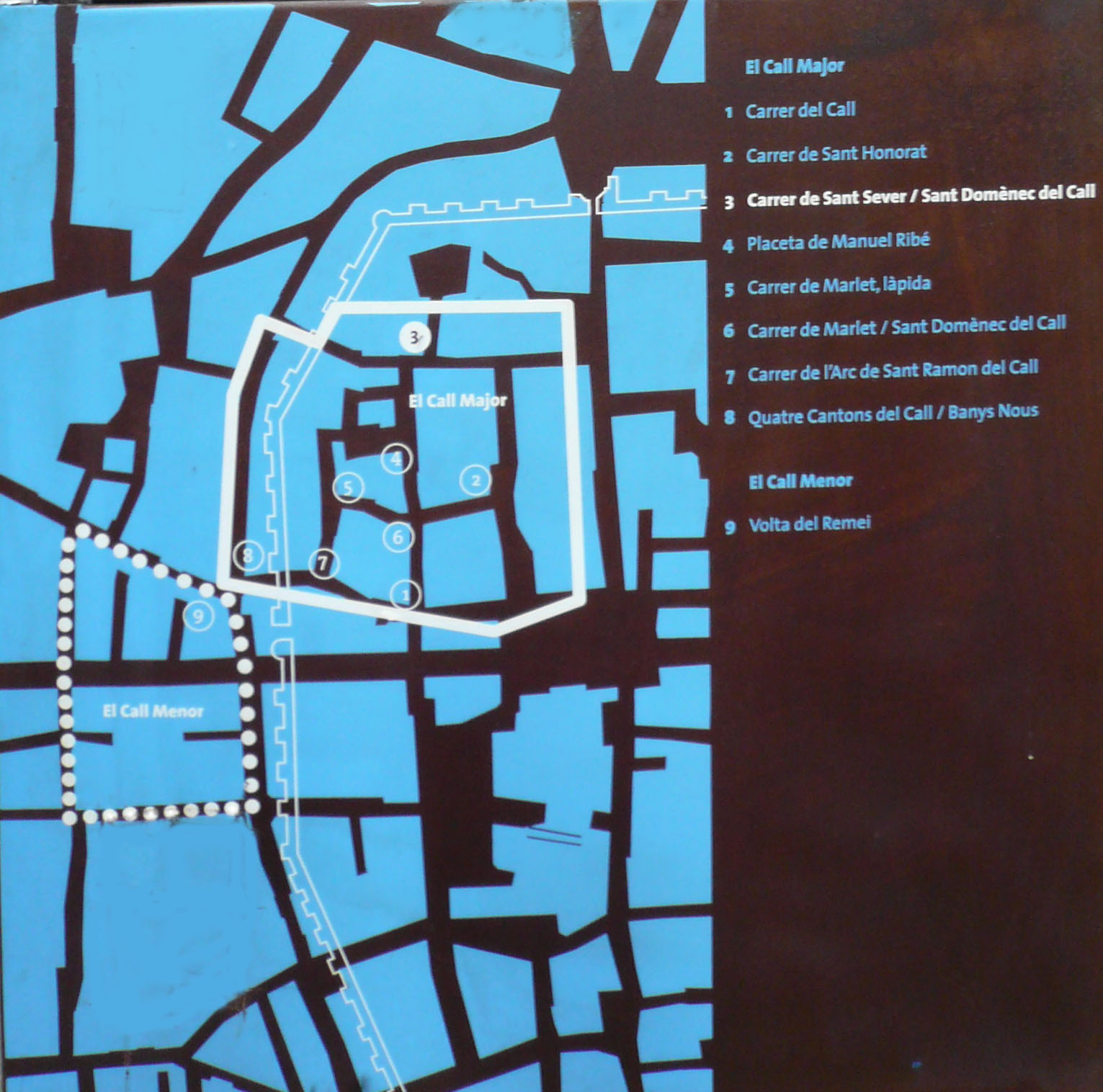
Ubicación de la calle Marlet y Sant Domènec del Call: Referencia n°6

La sinagoga Mayor se encuentra ubicada en el interior de la manzana que hay entre las calles de Marlet, Arc de Sant Ramon del Call, la actual plazoleta de Manuel Ribé y la calle Sant Domènec del Call, también conocida como calle de la Carnicería o calle de la Sinagoga Mayor, era la más importante del barrio judío. Sus cimientos están construidos en la época romana, en algunos sectores con construcciones superpuestas alto-medievales, una estructura central del siglo XIII, y con modificaciones efectuadas en el siglo XVII, cuando se construyeron los pisos superiores.

## Primera Sala
En el zaguán de la sinagoga, pasando la puerta y descendiendo unas escaleras, el suelo romano se encuentra casi dos metros por debajo del actual nivel de calle. Debajo de la escalera observamos el Opus africanum, un tipo de obra para edificios de utilidad pública, construido en los primeros siglos de la fundación de la ciudad, sobre el cual se apoyaron los muros medievales del siglo XIII. Bajo la estructura de vidrio puede verse un Muro de la misma época que el opus con el cual forma vértice y delimitaría el edificio primitivo. Más allá una Construcción de la época tardo-romana, donde se asientan las Balsas de tintoreros usada por la familia d’Arguens a partir de 1477. Al ser descubierta su condición de criptojudío, tuvieron que huir a Francia, siendo quemados en efigie por la Inquisición.
Se bordea una abertura en el muro, se desciende un peldaño y se llega a la Segunda Sala.

## Segunda sala
La entrada primitiva (ahora no existente), se encontraba en el Nor-oeste. Al acceder se encontraban dos amplios ventanales abiertos en el muro sureste, que invitan a volver nuestra mirada hacia la Jerusalén eterna; entre ellos se ha emplazado el Arca o Aarón Hakodesh, donde se guardan los rollos manuscritos de la Torá (Pentateuco), (porque ahí se ubicaría también la original). Al fondo se ha emplazado la Menorá, obra en forja de hierro del artista mallorquín Ferrán Aguiló (1957), donada por él en memoria de sus antepasados. Los muros que rodean la sala son de los siglos XIII y XVII, como también la bóveda, datada en el siglo XVII. En el ángulo más inferior en el plano, bajo una ventana que daba a la antigua Carrer de les Dones, se constata la existencia de unos muros tardo-romanos, que por una inclinación hacia Jerusalén, sería lícito suponer que pertenecieran ya desde entonces a un ámbito sinagoga.

## El exterior de la sinagoga

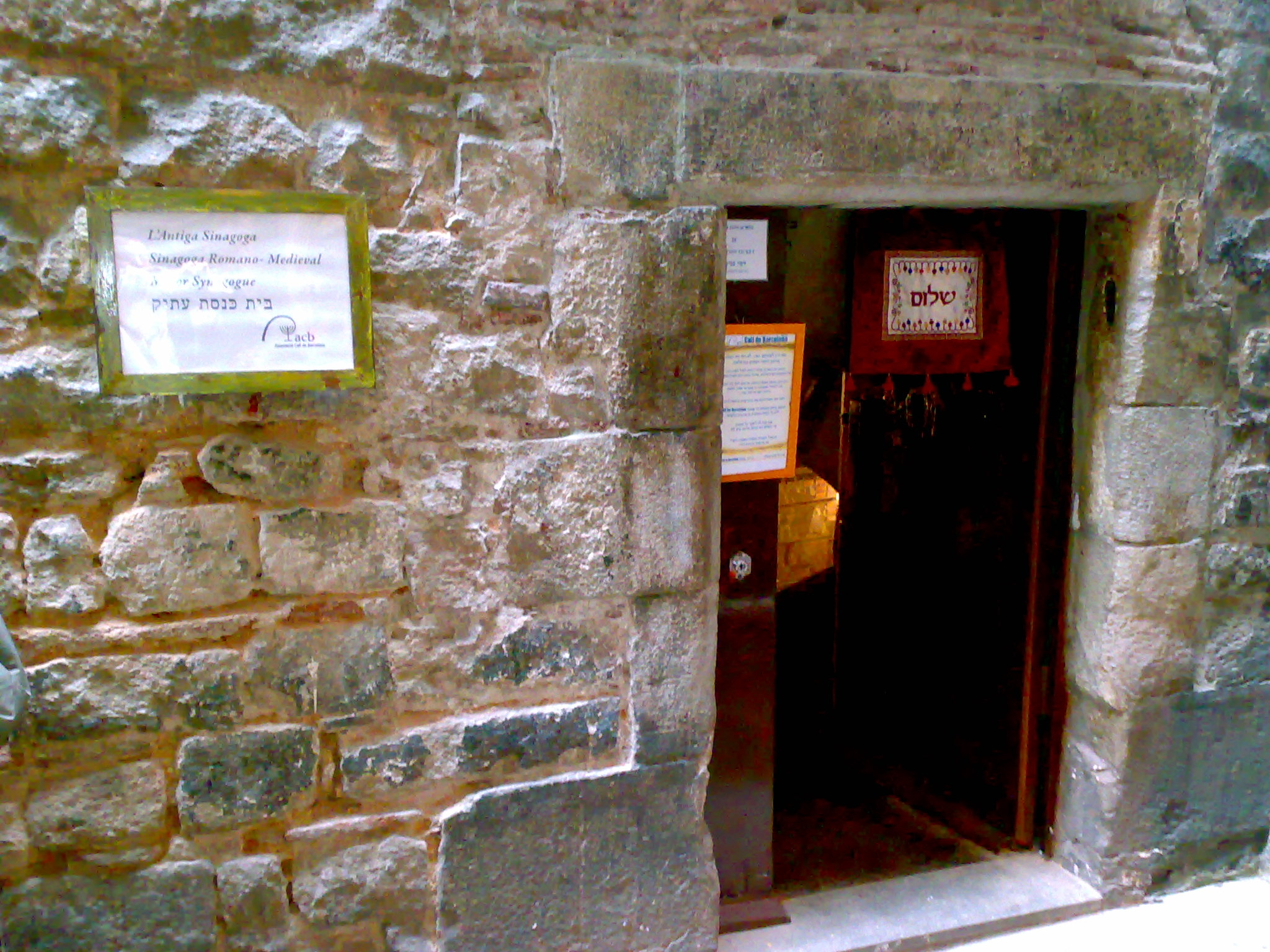
Entrada de la sinagoga.

Miguel Iaffa investigó el exterior visible del emplazamiento del actual edificio y comprobó que aún cumplía con la demanda de la “Tosefta” de que uno de los frentes estuviera orientado hacia Jerusalén con dos ventanales que dejaran pasar la luz proveniente de la Ciudad Santa.
Entendemos que el edificio primitivo era exento, es decir, no tenía ningún edificio colindante. Lindaba al Norte con la llamada calle de la Escola Major, al Este con la calle Marlet, al Sur con el Carrer de les Dones, sobre el que se construyó un angosto edificio en el siglo XIX, y al Oeste tenía un atrio, hoy ocupado por un pequeño local comercial. En la pared Norte exterior se encuentra la efigie de Santo Domingo. Los edificios emblemáticos de las juderías se cristianizaban con la efigie de algún santo. El día más sangriento de la historia de la comunidad, el del asalto del Call, fue el 5 de agosto de 1391, día que se festejaba Santo Domingo, donde también en este año ocurrían la Masacre antisemita o Revuelta antijudía. Luego la calle cambió su nombre por la de Sant Doménec y el edificio pasó, junto a todos los bienes de la comunidad, a ser propiedad del rey.

## Antecedentes sociales
El final de la relación entre Barcelona y su colectivo judío comenzó a finales del siglo XIII, especialmente tras la disputa. En el año 1348 la judería barcelonesa sufre un primer asalto, en el que mueren varios judíos, acusados de envenenar el agua y provocar la epidemia de la peste negra que asoló la ciudad, y en 1367 los rectores de la aljama Nissim Gerondi, Hasdai Crescas e Ishaq ben Seset fueron encarcelados en la sinagoga mayor para ser interrogados sobre un caso de profanación de hostias en Gerona. A finales del siglo XIV se vive una situación bastante crítica en la ciudad debido al declive económico, los movimientos sociales y las crisis municipales, todo un cúmulo de circunstancias en las que la más mínima chispa puede hacer estallar la violencia y dirigirla hacia las minorías religiosas.